# 花园脚广场
14°36′0.97″N 120°58′25.91″E / 14.6002694°N 120.9738639°E

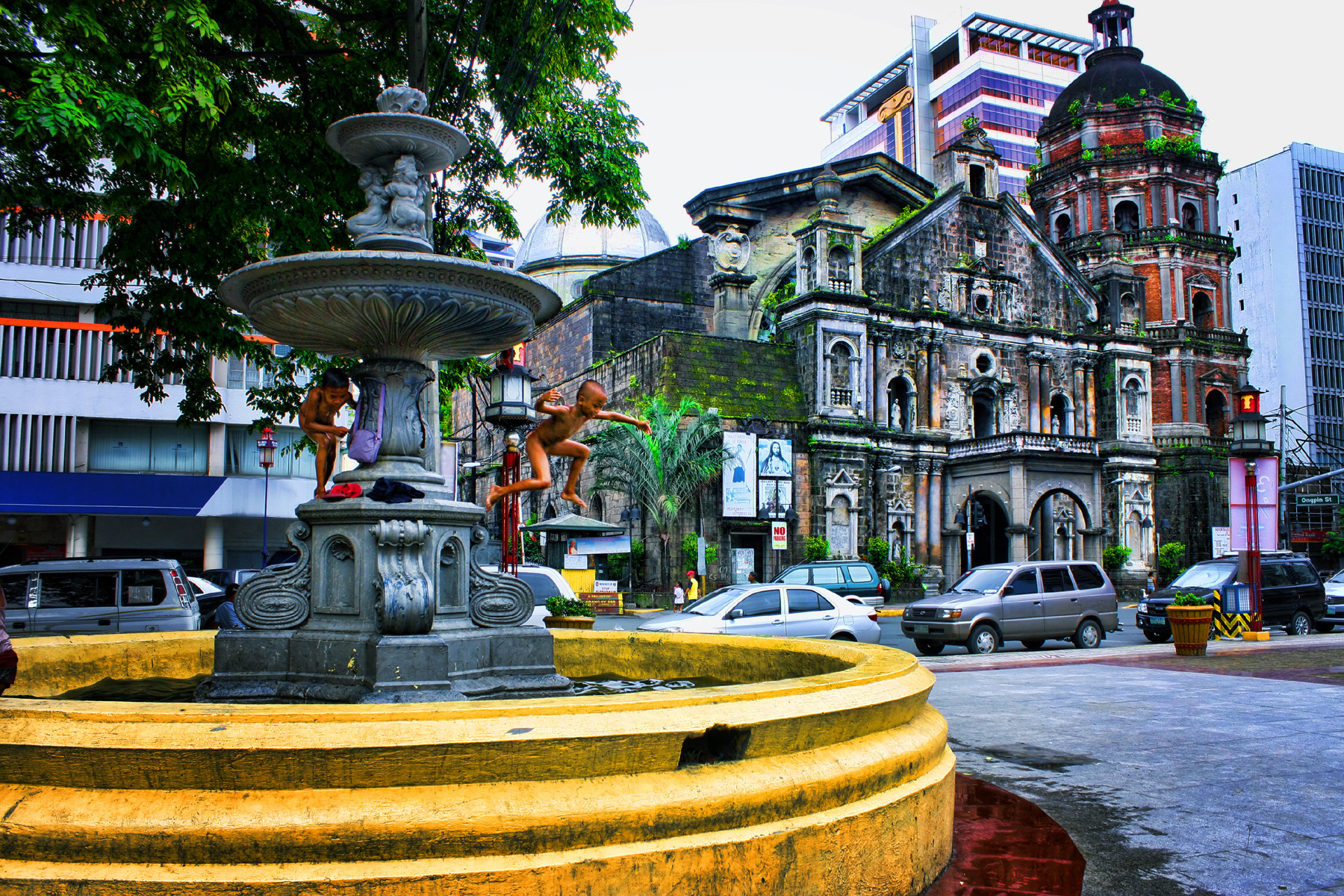
花园口广场是岷伦洛区的中心，广场上是该区最重要的地标岷伦洛教堂

花园口广场（Plaza San Lorenzo Ruiz） 是马尼拉岷伦洛区的主要广场。广场上的李乐伦圣殿（岷伦洛教堂）是马尼拉市的主要教堂之一，被认为是岷伦洛区的中心。
该广场最初称为岷伦洛广场，后来更名为卡洛斯四世广场，再更名为卡尔德隆·德·拉·巴尔卡广场（得名于西班牙剧作家佩德罗·卡尔德隆·德·拉·巴尔卡）。这次更名若非出自时任总督，就是出自当时管理岷伦洛教堂的道明会神父。1981年9月12日，该广场改为现名，得名于在日本殉道的菲律宾第一位殉道圣人李乐伦。

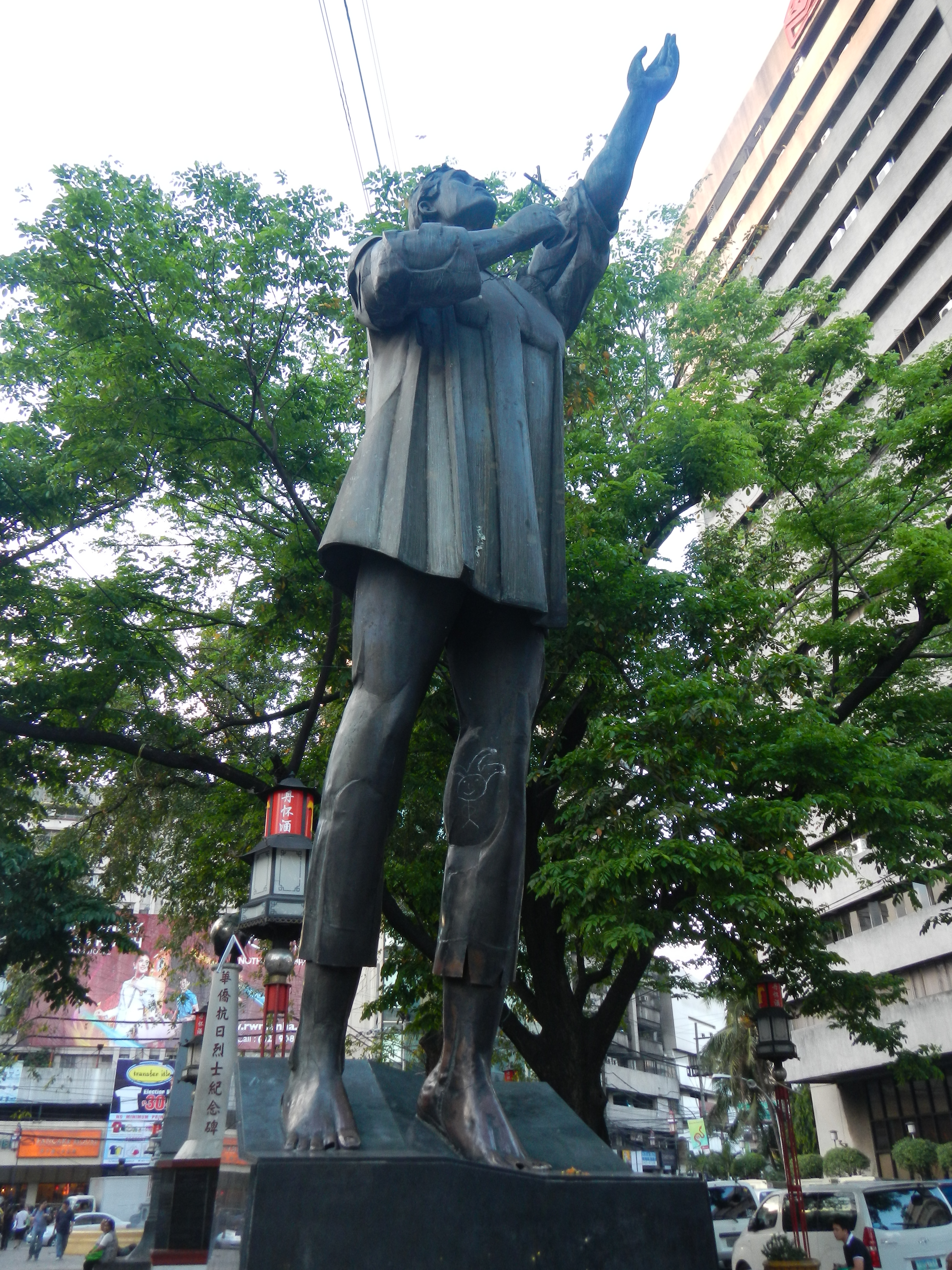
花园口广场得名于李乐伦,广场中心是其雕像